# História das mulheres
A mulher na História desde a Pré-História até os dias atuais.

## Pré-História e História Antiga

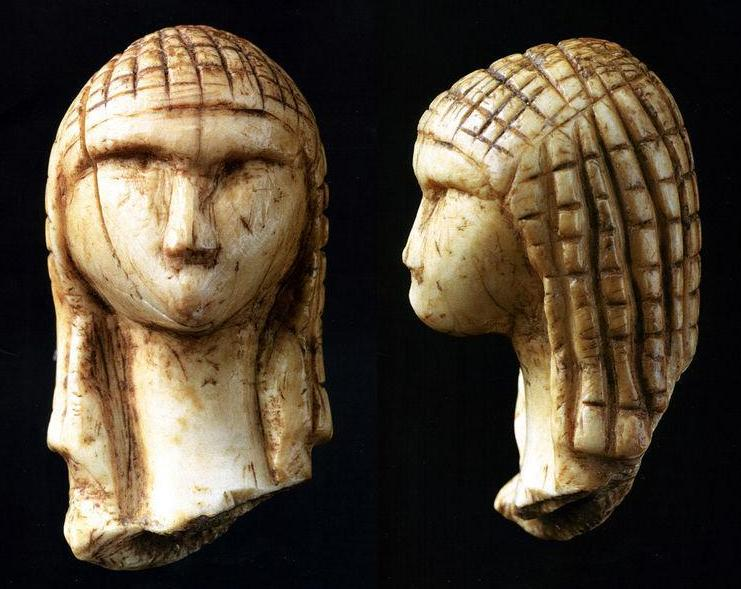
A Estatueta de Vênus, Vênus de Brassempouy, encontrada em Brassempouy.

As civilizações antigas (Elam, Creta, Suméria, Egito, Babilônia, Grécia, Roma, entre outras) foram prolixas em cultuar a mulher e a feminilidade na figura de deusas (horas, erínias, moiras, musas), sacerdotisas (Enheduana, Diotima de Mantinea, Temistocléia) sábias, filósofas, matemáticas (Hipátia de Alexandria, Theano, Damo), pitonisas (Pítia), amazonas (ou guerreiras). Este culto insere-se dentro de um contexto social e religioso cujas raízes remontam aos registros pré-históricos do Paleolítico e do Neolítico ou ainda a uma fase informe do mundo, quando surgiu o primeiro sentimento religioso da humanidade, que era o de adoração à Deusa Mãe ou Mãe Terra: a religião se expressava pela adoração à Terra, às águas, à Natureza, aos ciclos e à fertilidade. . Inúmeros autores consideram que o longo período, que se estendeu da Pré-história às civilizações pré-helênicas, e que foi caracterizado pela adoração à Deusa mãe, teria sido concomitante a uma estrutura social na qual o elemento feminino era preponderante, isto é, uma matriarcado  . 
Segundo J. J. Bachofen , a hipótese de clãs matriarcais pode ser confirmada pela descrição da trajetória da economia do período paleolítico (2.6 milhões de anos a 10.000 a.C.), caracterizado por caçador-coletor, isto é, atividade 80% de recolha daquilo que a natureza fornece espontaneamente. Esta atividade precede a revolução neolítica (10.000 a 3.000 a.C.) e a consequente sedentarização, que levou à consolidação das civilizações agrícolas pelas mulheres, do Egito e da Mesopotâmia, entre outras; a atividade belicosa da pecuária ou domesticação, período de consolidação do patriarcado, foi uma evolução posterior das civilizações  . 
Esta abordagem mítico-religiosa de uma religião matriarcal prevaleceu entre as civilizações antigas e nos respectivos mitos. Descobertas arqueológicas revelam a existência de arte rupestre e de estatuetas de culto ao corpo feminino, à fertilidade e com isso à noção de origem da vida e do mundo. As mais antigas noções de criação se originavam da ideia básica do nascimento, que consistia na única origem possível das coisas e esta condição prévia do caos primordial foi extraída diretamente da teoria arcaica de que o útero cheio de sangue era capaz de criar magicamente a prole. Acreditava-se que a partir do sangue divino do útero e através de um movimento, dança ou ritmo cardíaco, que agitasse este sangue, surgissem os "frutos", a própria maternidade. Essa é uma das razões pelas quais as danças das mulheres primitivas eram repletas em movimentos pélvicos e abdominais, que mais tarde ficaram conhecidos como dança do ventre. Muitas tradições referiram o princípio do coração materno que detém todo o poder da criação. Este coração materno, "uma energia capaz de coagular o caos espumoso".

### Religião: da Deusa a Deus
Os egípcios, nos hieróglifos, chamaram este coração de ab ou ib esta palavra também foi usada para chamar de pai o Deus dos hebreus. Segundo alguns estudos, acredita-se que o patriarcalismo consolidado pelos hebreus deveu-se a diversos fatores: constantes deslocamentos territoriais e posterior necessidade de sedentarização , e com isso à divisão entre público e privado, além de organização militar e limites territoriais, a atividade belicosa de pastoreio de gado bovino e caprino , as constantes perseguições religiosas que desencadeavam o nomadismo e a perda de identidade territorial.  A despeito da deliberação cultural para instituir uma cultura patriarcal, a etimologia revela que  ab são as duas primeiras letras do alfabeto hebraico e grego, respectivamente: a=aleph e alpha ou no hebraico pai; e b=bet e beta ou no hebraico útero ou casa e é uma palavra feminina. A união destas compõe a própria palavra alfabeto ou A Palavra, ou o Verbo, segundo a Bíblia, ou o próprio Deus  ou, dentro desta concepção hebraica, pai e mãe.
Segundo a religião egípcia, a parte mais importante da alma era o Ib (jb) ou coração. O Ib, ou coração metafísico, era concebido como uma gota do coração da mãe para a criança durante a concepção.

### Origens pagãs do Cristianismo
Diversos autores modernos analisam a estória da criação do "Gênesis" sob uma perspectiva não-cristã a qual seria definir a Bíblia como uma narrativa alegórica sobre a divindade hebraica Yavé suplantando a religião da Deusa mãe, representada pela árvore da vida. Isto é demonstrado na passagem sobre a origem do pecado em que o conhecimento proibido relaciona-se a sexo, sexualidade e reprodução, especialmente o conhecimento de que os homens participam da reprodução e que a estória descreve o processo pelo qual sociedades matriarcais tradicionais foram substituídas por sociedades patriarcais  .
Estes autores argumentam que várias religiões do Oriente Próximo representavam a Deusa mãe por uma serpente e outras por uma simbologia de comunhão realizada pelo ato de comer uma fruta de uma árvore que crescesse perto do altar dedicado à Deusa; estes cultos pagãos seriam a fonte histórica da narração bíblica. 

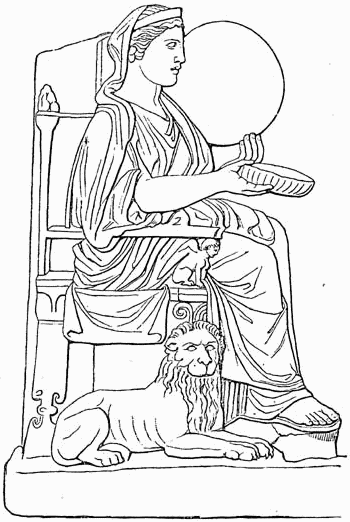
Réia, para os gregos, a mãe de todos os deuses, ladeada por dois leões; a palavra significa terra ou fluxo (referindo-se ao sangue menstrual).

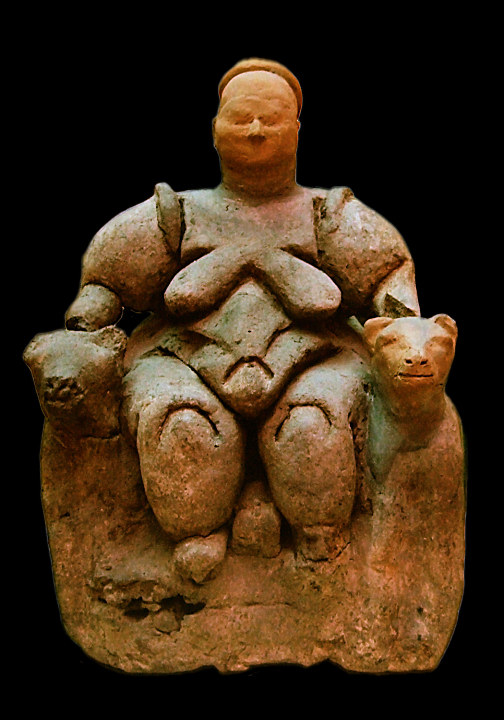
Cibele da Anatólia, Divindade no trono e ladeada por duas leoas, do sítio arqueológico de Çatalhöyük.

As mais recentes descobertas de uma religião humana remontam inicialmente ao culto aos mortos (300.000 a.C.), e ao intenso culto da cor vermelha ou ocre associado ao sangue menstrual e ao poder de dar a vida. Na mitologia grega, a chamada mãe de todos os deuses, a deusa Réia (ou Cibele, entre os romanos), também representada pela imagem de uma mulher ladeada por duas leoas, exprime este culto na própria etimologia: réia significa terra ou fluxo. Campbell argumenta que Adão, do hebraico אדם relacionado tanto a adamá ou solo vermelho ou do barro vermelho, quanto a adom ou vermelho, e dam, sangue, foi criado a partir do barro vermelho ou argila. A identidade da religião com a  Mãe terra, a fertilidade, a origem da vida e da manutenção da mesma com a mulher, seria, segundo Campbell, retratada também na Bíblia: "a santidade da terra, em si, porque ela é o corpo da Deusa. Ao criar, Jeová cria o homem a partir da terra [da Deusa], do barro, e sopra vida no corpo já formado. Ele próprio não está ali, presente, nessa forma. Mas a Deusa está ali dentro, assim como continua aqui fora. O corpo de cada um é feito do corpo dela. Nessas mitologias dá se o reconhecimento dessa espécie de identidade universal".
Segundo Walter Burkert, um dos mais respeitados arqueólogos da Antiguidade: "As deusas do politeísmo grego, tão diferentes e complementares, são ainda assim consistentemente similares numa etapa inicial, com uma ou outra simplesmente convertendo-se em dominante em um santuário ou cidade. Cada uma é a Grande Deusa presidindo sobre uma sociedade masculina, cada uma é representada em seu aspecto de Potnia Theron ou 'Senhora dos Animais', incluindo Hera e Deméter". Ou ainda: "Em particular, parece que uma antiga deusa grega, especialmente 'qua' 'Senhora dos Animais' foi individualizada na Grécia sob várias formas, como Hera, Ártemis, Afrodite, Deméter, e Atena; e acrescenta: A ideia de uma Senhora dos Animais é amplamente disseminada na Grécia e é muito possível que tenha origens no Paleolítico; na religião oficial grega isso sobrevive no mínimo para além do folclórico" (Burkert 1985, p. 154, 172).

## Do matriarcado ao patriarcado
A mitologia grega apresenta Apolo matando a sacerdotisa Píton, e dividindo seu corpo em dois, como uma ação necessária para se tornar dono do oráculo de Delfos. Na mitologia babilônica a morte da deusa Tiamat pelo deus Marduk, que divide seu corpo em dois, é considerada um grande exemplo de como correu a mudança de poder do matriarcado ao patriarcado: "Tiamat, a Deusa Serpente do Caos e das Trevas, é combatida por Marduk, deus da Justiça e da Luz. Isto indica a mudança do matriarcado para o patriarcado que obviamente ocorreu" .

## A mulher e a família em Roma
A civilização romana prezava o casamento e a família como uma das instituições centrais da vida social e, em torno dela, foram estabelecidas as três virtudes romanas: a gravitas, que era o sentido de responsabilidade; a pietas, que configurava a obediência à autoridade; e a simplicitas, que impedia que os romanos fossem guiados pela emoção, mantendo sempre a razão. A religião e o culto aos deuses era o lastro desta instituição, cujo poder, "de vida e morte", era exercido exclusivamente pelo pai sobre os filhos, os escravos e (em alguns casos) sobre a mulher. Os valores cultivados na família romana levaram à valorização das mulheres que a despeito de obedecer o (pater) marido, era vista como um alicerce fundamental e o trabalho doméstico como uma virtude. Mais tarde, no século I a.C., a flexibilização das leis garantiu maior liberdade à mulher e maior participação na vida pública.

## Idade Média

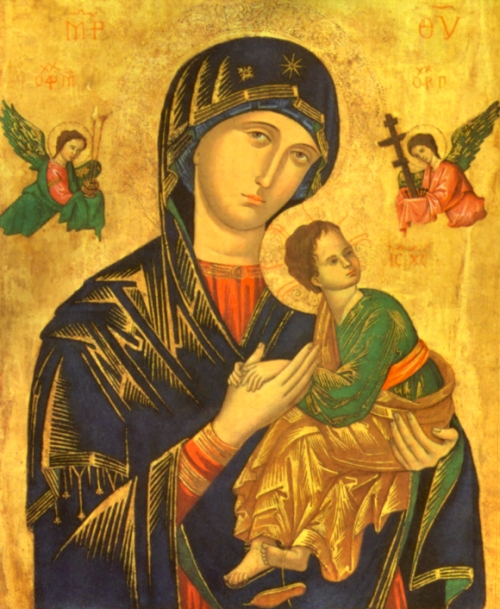
Ícone bizantino de Nossa Senhora do Perpétuo Socorro; a civilização bizantina venerava Maria.

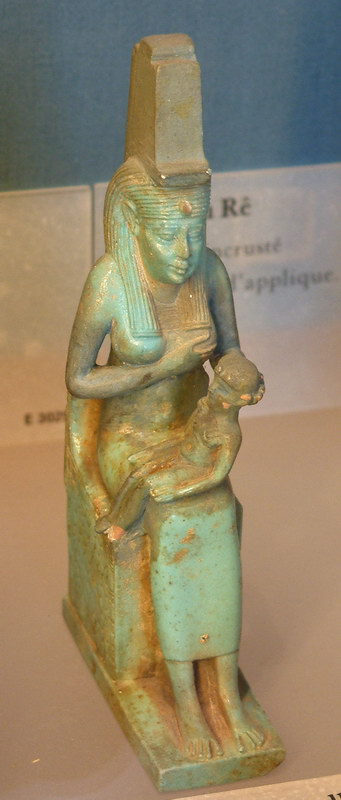
Estátua da deusa egípcia Ísis amamentando Hórus (Museu do Louvre); a imagem inspirou as de Nossa Senhora com o menino Jesus, já presentes na cristandade medieval.

Durante a Idade Média as mulheres tinham acesso a grande parte das profissões, assim como o direito à propriedade. Também era comum assumirem a chefia da família quando se tornavam viúvas. Há também registros de mulheres que estudaram nas universidades da época, porém em número muito inferior aos homens. Mulheres como Hilda de Whitby, que no século VII fundou sete mosteiros e conventos, incluindo a Abadia de Whitby; a religiosa alemã Rosvita de Gandersheim, autora de dezenas de peças de teatro; e similarmente, também na Alemanha, a prolífica religiosa Hildegarda de Bingen; Ana Comnena fundou em 1083 uma escola de medicina onde lecionou por vários anos; a rainha Leonor, Duquesa da Aquitânia, exerceu relevante papel político na Inglaterra e fundou instituições religiosas e educadoras. No mundo Islâmico, entre os séculos VIII e IX conhecem a glória: religiosas, eruditas, teólogas, poetisas e juristas, rainhas.

### Política
A mulher medieval trabalhou e estudou, fundou conventos e mosteiros, lecionou e também governou. Recebeu uma educação moral, prática (técnica) e intelectual, que lhe permitiu desempenhar um papel social de colaboradora do marido, seja na agricultura, no comércio ou na administração de um feudo. Um governo que se estendeu do âmbito privado ao público: quando morria o marido era ela quem assumia a administração do negócio. Como governantes, Branca de Castela, Ana de Beaujeu, Matilde II de Bolonha, que reina na Toscana e na Emília durante meio século, institui-se protetora da Santa Sé e combateu Henrique IV, obrigando-o a ajoelhar-se diante de Gregório VII. Em todos os grandes feudos, num momento ou outro, as mulheres reinaram: entre 1160 e 1261 sete mulheres se sucederam no Condado da Bolonha. Ícone medieval, Joana D´Arc, jovem chefe guerreira, conquista oito cidades em três meses e apesar de ferida continua a combater.